# Wahlkreis Meißen I
Der Wahlkreis Meißen I war ein Landtagswahlkreis zur Landtagswahl in Sachsen 1990, der ersten Landtagswahl nach der Wiedergründung des Landes Sachsen. Er hatte die Wahlkreisnummer 22.
Der Wahlkreis umfasste einen Teil der Städte und Gemeinden des Landkreises Meißen: Diera, Gröbern, Großdobritz, Jahna-Löthain, Meißen, Niederau, Niederlommatzsch, Ockrilla, Piskowitz b. Zehren, Weinböhla, Winkwitz und Zehren.
Für die Landtagswahlen 1994 wurde auch infolge der Kreisreform die Wahlkreisstruktur verändert, zudem wurde die Zahl der Wahlkreise von 80 auf 60 verringert. Das Gebiet des Wahlkreises Meißen I wurde 1994 auf zwei Wahlkreise aufgeteilt. Während die Orte Diera, Jahna-Löthain, Meißen, Niederlommatzsch, Winkwitz und Zehren dem Wahlkreis Meißen-Dresden West zugeordnet wurden, kamen die restlichen Ortschaften zum Wahlkreis  Meißen-Dresden Ost.

## Ergebnisse
Die Landtagswahl 1990 fand am 14. Oktober 1990 statt und hatte folgendes Ergebnis für den Wahlkreis Meißen I:
| Direktkandidat   | Partei (Kürzel) | Erststimmen (%) | Zweitstimmen (%) |
| ---------------- | --------------- | --------------- | ---------------- |
|                  | DA              | 01,4            | 00,8             |
| Dietrich Gregori | CDU             | 51,5            | 55,7             |
|                  | Chr. L          | -               | 00,4             |
|                  | DBU             | -               | 00,5             |
|                  | DSU             | 08,2            | 04,7             |
|                  | F.D.P.          | 07,3            | 04,4             |
|                  | LL-PDS          | 10,6            | 09,9             |
|                  | NPD             | -               | 00,8             |
|                  | FORUM           | 07,0            | 05,8             |
|                  | RAP             | -               | 00,1             |
|                  | SHB             | -               | 00,1             |
|                  | SPD             | 14,0            | 16,8             |

Es waren 40.643 Personen wahlberechtigt. Die Wahlbeteiligung lag bei 73,7 %. Von den abgegebenen Stimmen waren 2,8 % ungültig. Als Direktkandidat wurde Dietrich Gregori (CDU) gewählt. Er erreichte 51,5 % aller gültigen Stimmen.